# Li Yuting
Li Yuting, född 3 maj 2002, är en friidrottare från Kina. Hon deltog vid olympiska sommarspelen 2020 och olympiska sommarspelen 2024.